# Mercédesz Dénes
Mercédesz Török Dénes (ur. 14 marca 1994 roku) – węgierska zapaśniczka walcząca w stylu wolnym.
Zajęła ósme miejsce na mistrzostwach świata w 2022. Piąta na mistrzostwach Europy w 2012 i 2018. Piąta na igrzyskach europejskich w 2019 i ósma w 2015. Siódma w Pucharze Świata w 2014. Druga na MŚ juniorów w 2014, a trzecia w 2012 i 2013. Trzecia na ME juniorów w 2014 i na ME U-23 w 2016 roku.
Mistrzyni Węgier w 2010, 2012, 2013, 2014, 2015 i 2016 roku.